# Oomyzus anomalus
Oomyzus anomalus är en stekelart som beskrevs av Graham 1991. Oomyzus anomalus ingår i släktet Oomyzus och familjen finglanssteklar.
Artens utbredningsområde är:
- Frankrike.
- Sverige.

Arten är reproducerande i Sverige. Inga underarter finns listade i Catalogue of Life.